# Baruch Myers
Pour les articles homonymes, voir Myers.
Baruch Myers, né le 2 mai 1964 à Orange, dans le New Jersey, est un rabbin slovaque d'origine américaine, grand-rabbin de Slovaquie.

## Biographie
Baruch Myers est né le 2 mai 1964 à Orange, dans le New Jersey,,.